# The Wolfe Pack
The Wolfe Pack (укр. Вовча зграя) — літературне товариство, присвячене персонажу Рекса Стаута Неро Вулфу.

## Історія
Для реклами книги Вільяма С. Барінга-Гулда «Неро Вульф із Західної 35-ї вулиці» видавництво «Вікінг Прес» оголосило конкурс «Мамонтовий новий Неро Вульф» у книжковому огляді «The New York Times Book Review». Чотири роки по тому Джон МакАлір почав працювати над тим, що згодом стало книгою "Рекс Стаут: Біографія. МакАлір отримав список розсилки конкурсу і почав листуватися з однією з фанаток, Еллен Крігер. Крігер хотіла створити літературне товариство, присвячене Вулфу, і МакАлір запропонував назву: «Зграя Вулфа» (The Wolfe Pack).
Перша вечеря Неро Вулфа відбулася в 1977 році в клубі «Лотос» у Нью-Йорку. Вечеря під назвою «Метрдотель: Рекс Стаут», була присвячена Джону МакАліру та його книзі "Рекс Стаут: Біографія, яка нещодавно вийшла друком у видавництві Little, Brown and Company. У вечері взяв участь 131 гість, серед яких були Отто Пенцлер, редактор, видавець і власник «Таємничої книгарні», яка відкриється через два роки після вечері; Елеонора Салліван, тодішній редактор журналу «Таємниці Еллері Квіна»; і Діліс Вінн, засновник «Вбивчих чорнил», вестсайдської книгарні таємничої літератури, яка виступила спонсором вечері.
На вечері гості отримали анкету, щоб визначити зацікавленість у створенні товариства «Вовча зграя». Через пів року товариство народилося.
Протягом численних романів та оповідань Рекс Стаут давав численні адреси особняка Вулфа. У 1996 році «Зграя Вульфів» дослідила це питання і виявила, що лише одна з них відповідає опису, наведеному в оповіданнях: 454 West 35th Street. За допомогою Департаменту парків і зон відпочинку Нью-Йорка група встановила за цією адресою меморіальну дошку.
«На цьому місці стояв елегантний коричневий будинок огрядного вигаданого приватного детектива Неро Вулфа. Зі своїм здібним помічником Арчі Гудвіном містер Вулф вирощував орхідеї й добре обідав, розкривши понад сімдесят справ, як записав Рекс Стаут у 1934—1975 роках».

## Діяльність
Зграя Вульфів проводить щорічний бенкет «Чорна орхідея», на якому вручають премію Ніро та премію «Чорна орхідея» за найкращу новелу.

## Публікації
Група видає журнал The Gazette: the Journal of the Wolfe Pack, який розповсюджується серед членів. Марвін Кей упорядкував вибрані статті та художні твори з «The Gazette» у дві книги: «Досьє Неро Вулфа» та «Досьє Арчі Ґудвіна».